# Liste der Biografien/Fu
Liste der Biografien |
Portal Biografien |
Personensuche
# |
A |
B |
C |
D |
E |
F |
G |
H |
I |
J |
K |
L |
M |
N |
O |
P |
Q |
R |
S |
T |
U |
V |
W |
X |
Y |
Z |
?
 
Fa |
Fe |
Ff |
Fh |
Fi |
Fj |
Fk |
Fl |
Fm |
Fn |
Fo |
Fr |
Ft |
Fu |
Fy
 
Fua |
Fub |
Fuc |
Fud |
Fue |
Fuf |
Fug |
Fuh |
Fui |
Fuj |
Fuk |
Ful |
Fum |
Fun |
Fuo |
Fuq |
Fur |
Fus |
Fut |
Fuw |
Fux |
Fuy |
Fuz
Die Liste der Biografien führt alle Personen auf, die in der deutschsprachigen Wikipedia einen Artikel haben. Dieses ist eine Teilliste mit 42 Einträgen von Personen, deren Namen mit den Buchstaben „Fu“ beginnt.

## Fu
- Fu Baorong (* 1978), chinesische Hockeyspielerin
- Fu Bingchang (1896–1965), chinesischer Politiker
- Fu Chunyan (* 1989), chinesische Eisschnellläuferin
- Fu Haifeng (* 1984), chinesischer Badmintonspieler
- Fu Hao, Ehefrau des chinesischen Königs Wu Ding der Shang-Dynastie
- Fu Hao (1916–2016), chinesischer Politiker und Diplomat
- Fu Jianbo (* 1976), chinesischer Poolbillardspieler
- Fu Shou († 214), chinesische Kaiserin (195–214), vorletzte Kaiserin der Han-Dynastie
- Fu Xiancai (* 1959), chinesischer Bauer und Bürgerrechtler
- Fu Yu (* 1978), portugiesische Tischtennisspielerin
- Fu, Baoshi (1904–1965), chinesischer Maler
- Fu, Biao (1963–2005), chinesischer Schauspieler
- Fu, Bob (* 1968), chinesisch-amerikanischer Pfarrer
- Fu, Chao-hsuan (* 2002), taiwanischer Hochspringer
- Fu, Che-wei (* 1973), taiwanischer Poolbillardspieler
- Fu, Chengyu (* 1951), chinesischer Manager
- Fu, Chun’e (* 1959), chinesische Badmintonspielerin
- Fu, Daishi (497–569), Zen-Mönch, Dichter und Erfinder
- Fu, Grace (* 1964), singapurische Politikerin
- Fu, Gregory (* 1963), US-amerikanischer organischer Chemiker
- Fu, Haitao (* 1993), chinesischer Dreispringer
- Fu, Haoran (* 2005), chinesischer Sprinter
- Fu, Jian, tibetischer oder turkomongolischer Eroberer
- Fu, Leonard (* 1997), deutscher Geiger
- Fu, Liang, chinesischer theoretischer Festkörperphysiker
- Fu, Marco (* 1978), chinesischer SnookerspielerMarco Fu (* 1978)

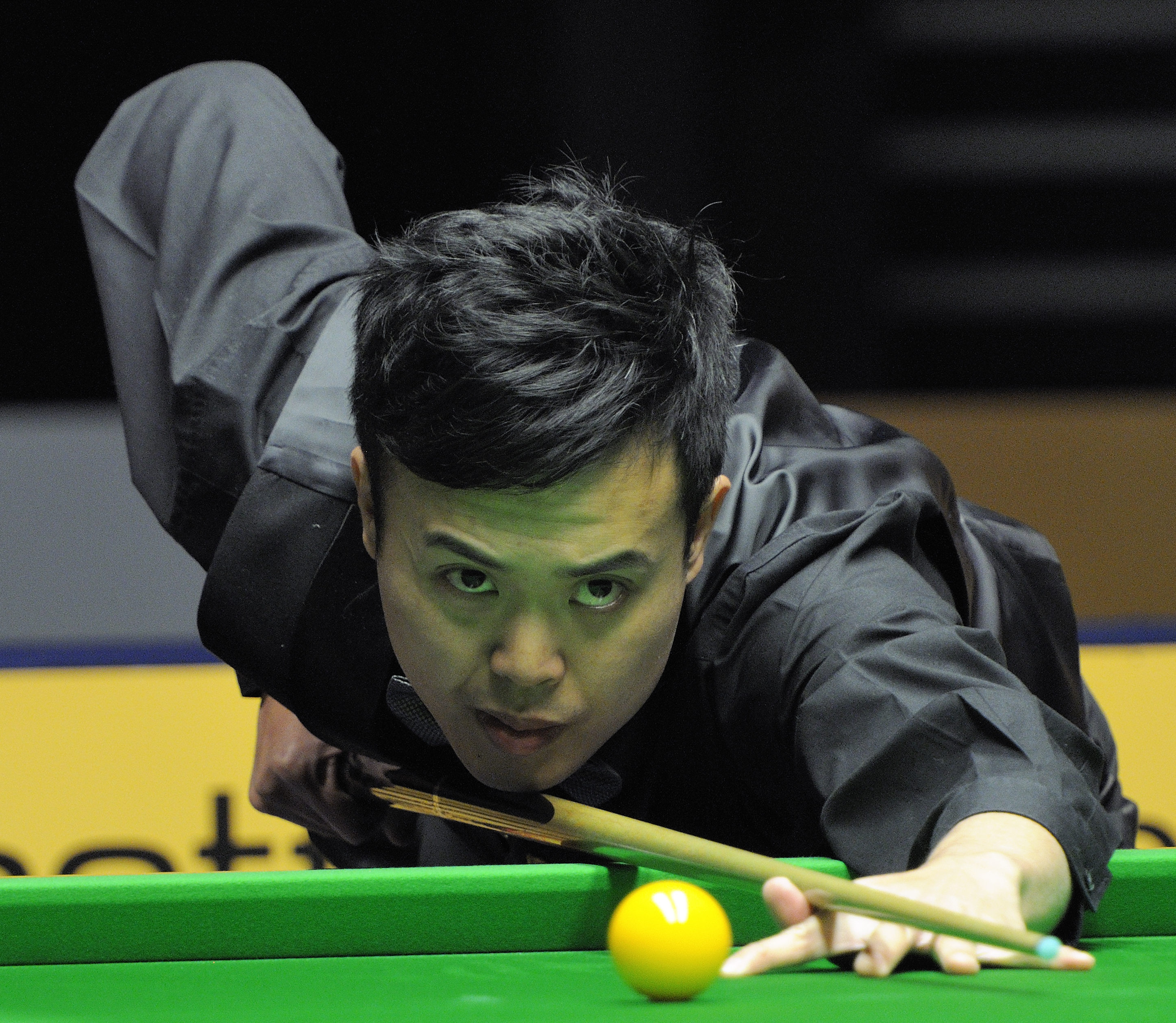
Marco Fu (* 1978)

- Fu, Michael Tie-shan (1931–2007), chinesischer Geistlicher, Bischof von Peking
- Fu, Ming (* 1983), chinesischer Fußballschiedsrichter
- Fu, Mingtian (* 1990), singapurische Badmintonspielerin
- Fu, Mingxia (* 1978), chinesische Wasserspringerin
- Fu, Nan (* 1984), chinesischer Eishockeyspieler
- Fu, Quanyou (* 1930), chinesischer Offizier, General der Volksbefreiungsarmee
- Fu, Rao (* 1978), chinesisch-deutscher Künstler
- Fu, Reiner, deutscher Jurist, Richter am Bundesfinanzhof
- Fu, Sheng Alexander (1954–1983), chinesischer Schauspieler
- Fu, Tengyi (* 1986), chinesischer Eishockeyspieler
- Fu, Tianyu (* 1978), chinesische Shorttrackerin
- Fu, Wenjun (* 1955), chinesischer Künstler und Fotograf
- Fu, Yuanhui (* 1996), chinesische Schwimmerin
- Fu, Zhenghua (* 1955), chinesischer Politiker (Volksrepublik China)
- Fu, Zuoyi (1895–1974), chinesischer General der Nationalrevolutionären Armee und Politiker
- Fu-hsiang, Lee (* 1960), taiwanischer Radrennfahrer